# Alpaida yungas
Alpaida yungas este o specie de păianjeni din genul Alpaida, familia Araneidae, descrisă de Levi, 1988.
Este endemică în Bolivia. Conform Catalogue of Life specia Alpaida yungas nu are subspecii cunoscute.